# 高砂市総合運動公園
高砂市総合運動公園（たかさごしそうごううんどうこうえん）は、兵庫県高砂市米田町島526にある運動公園である。
公園内には、1971年（昭和46年) に完成した高砂市陸上競技場や翌年以降に完成した野球場、テニスコート、相撲場、総合体育館、サブグラウンドと無料駐車場がある。

## 沿革
出典
- 1971年（昭和46年) - 高砂市陸上競技場完成
- 1972年（昭和47年）- 高砂市野球場完成
- 1978年（昭和53年）- 高砂市テニスコート、相撲場完成
- 1989年（平成元年）- 高砂市総合体育館完成
- 1992年（平成4年）- サブグラウンド完成
- 2015年（平成27年）- 相撲場屋根を改修

## 施設
- 高砂市総合体育館
- 高砂市野球場
- 高砂市陸上競技場 - トラック：アンツーカ舗装・一周400m×8コース、直線100m×8コース、投てき競技用フィールド
- 高砂市相撲場
- テニスコート - オムニコート4面、壁打ち練習場1面
- サブグラウンド - クレーグラウンド 75m×70m 2面

## 交通アクセス
山陽本線（JR神戸線）・宝殿駅南口から
- 南西に徒歩約20分
- じょうとんバス（11・12系統 ふれあいの郷生石方面行き）「総合運動公園」バス停下車（所要時間約5分）、徒歩すぐ